# Барометр Фіцроя

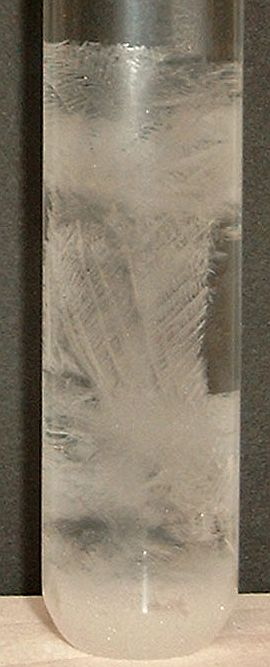
Кристалічний осад в барометрі

Баро́метр Фіцро́я (штормглас, нід. storm — «буря» і glas — «скло») — хімічний метеорологічний прилад, що складається зі скляної колби або ампули, заповненої спиртовим розчином, в якому в певних пропорціях розчинені камфора, нашатир і калійна селітра. Принцип роботи штормгласа не отримав повного наукового пояснення.
Цим «хімічним барометром» активно користувався під час своїх морських подорожей англійський гідрограф і метеоролог, віце-адмірал Роберт Фіцрой, який ретельно описав поведінку штормгласа, цей опис використовується досі. Тому штормглас також називають «барометром Фіцроя». У 1831-36 Фіцрой очолював океанографічну експедицію на кораблі «Бігль», у якій брав участь Чарльз Дарвін. До кінця свого життя Фіцрой завідував метеорологічним департаментом Великої Британії і керував британською метеорологічною службою.
Хоча колба герметично запаяна, але, тим не менш, у ній постійно відбувається зародження і зникнення кристалів. Вважалося, що залежно від близьких змін погоди, в рідині утворюються кристали різної форми. Прилад настільки чутливий, що за 10 хвилин може передбачати різку зміну погоди. Штормглас краще працює при розташуванні у вікні, особливо в залізобетонних будинках, ймовірно в цьому випадку барометр не так сильно екранується.[джерело?]
До числа нетрадиційних барометрів можна віднести провісник бур або п'явочний барометр англійського лікаря Джорджа Меріуезера.

## Рецепт виготовлення штормгласа
А. Деленіус, у своїй книзі «30000 новітніх відкриттів, рецептів і загальнокорисних практичних відомостей» (Москва, 1885), пише: «Штормові склянки, заповнюються таким складом: 1 / 2 лота (12,8 г: 2 = 6,4 г) камфори, 1 / 8 (або 1,6 г) — селітри, стільки ж — натрію. Кожна з цих речовин розпускається окремо в хлібному вині (в старовину так називали горілку). У порівнянні з іншими речовинами камфора розчиняється повільніше, тому її потрібно підігрівати на слабкому вогні або ж опускати в посудину з теплою водою. Коли всі речовини розчинені, всю масу слід змішати і злити в довгасту посудину з чистого прозорого скла, обережно закупорити і запечатати сургучем. Після цього склянку потрібно прикріпити біля вікна на відкритому повітрі, де вона може залишатися взимку і влітку. Погоду ж прогнозують за змінами, що відбуваються в рідині. Прозора рідина віщує ясну погоду, каламутна — дощ. Каламутна рідина з маленькими зірочками — грозу. Маленькі крапочки — туман, вогкість. Лапатий: взимку — сніг,  — покрите хмарами небо, важке повітря. Нитки у верхній частині рідини — вітер. Кристали на дні — густе повітря, мороз. Маленькі зірочки пророкують взимку при ясній погоді — сніг на другий або третій день. За твердженням автора, чим вище взимку піднімаються кристали, тим міцнішим буде мороз».
Рецепт з «Англійської енциклопедії практичних порад», виданої в Лондоні в 1880 році:
2 драхми (3,885 г X 2 • = 7,77 г) камфори, 1,5 (3,885 X 1,5 = 5,8275 г) — калієвої селітри, 1 (3,885 г) — хлористого амонію, 2,25 рідкої унції (при температурі 16,6 ° С — 28,349 мл X 2,25 = 63,78525 мл) водного спирту концентрації «пруф» (його можна виготовити з 100 г чистого спирту і 103,1 г дистильованої води). Цю суміш поміщають в скляну трубку довжиною 12 дюймів (25,4 мм X 12 = 304,8 мм) і діаметром 3 / 4 дюйма (19,05 мм).
Сучасний рецепт:
- 10 г камфори (бажано натуральної)
- 2,5 г калійної селітри
- 2,5 г нашатирю
- 33 мл дистильованої води
- 40 мл спирту.

Розчинити селітру і нашатир у воді, розчинити камфору в спирті і потім повільно перемішати дві субстанції, бажано на водяній бані. Залити в скляну колбу від 1,5 до 3 см шириною і 15-20 см заввишки. Запечатати колбу найкраще притертою скляною пробкою з нанесеним на неї силіконовим герметиком.

## Методика спостереження
- Рідина в колбі прозора — сонячно
- Рідина каламутна — хмарно, можливі опади
- Маленькі крапочки в рідині — волого, туман
- Каламутна рідина з маленькими зірочками — гроза
- Маленькі зірочки в рідині сонячним зимовим днем віщують сніг
- Великі пластівці — хмарність у помірні сезони, снігопад взимку
- Голчаті кристали — заморозки
- Нитки біля поверхні — вітряно
- Швидка поява великого кристала в чистій колбі при ясній погоді — гроза